# Саного, Амаду
Амаду Саного (р. в 1972 или 1973 году) — малийский офицер, лидер государственного переворота в Мали 2012 года против президента Амаду Тумани Туре.
Перед переворотом служил в малийской армии в звании капитана, занимая средние позиции в малийской армии. Преподавал английский язык в военном лагере в Кати. Также он прошёл обучение «в программах обучения в Соединённых Штатах, в штате Джорджия, и в составе Корпуса морской пехоты в Куантико, Виргиния».
22 марта 2012 года возглавил созданный им Национальный комитет по восстановлению демократии и возрождению государства. Первыми действиями на посту главы государства стали отмена Конституции и действия некоторых институтов власти, введение комендантского часа и закрытие границ страны.
Переворот получил широкое осуждение международного сообщества. Страны ECOWAS, западноафриканского межгосударственного содружества, немедленно запретили приграничную торговлю с Мали и заморозили малийские депозиты в Центральном банке Западноафриканских государств, использующих франк КФА. Военная хунта оказалась в полной международной изоляции, без денег и с наступавшими с севера туарегско-исламистскими мятежниками. В стране стало быстро заканчиваться горючее, которое было полностью импортным, стали возникать проблемы с электроснабжением.
1 апреля объявил о восстановлении конституции и государственных институтов. Также было объявлено о предстоящем созыве национального собрания, которое должно будет принять решение о переходном правительстве и организации выборов. Вступил в переговоры о сложении власти. Пока шли переговоры, повстанцы-туареги окончательно овладели всей северной частью Мали и 6 апреля 2012 года провозгласили «Независимое государство Азавад».
После передачи власти гражданской администрации 12 апреля 2012 года сохранил большое влияние в стране. Выступал противником привлечения иностранных военных для борьбы с восстанием туарегов, опасаясь за свою власть. Ввод французского контингента в январе 2013 года привел к усилению позиций гражданской администрации и снижению влияния Саного.
27 ноября 2013 года был арестован по делу об убийстве в мае 2012 года 21 десантника, лояльных свергнутому президенту Туре. В настоящее время находится под следствием.